# Natal'ja Ėstemirova
Natal'ja Chusainovna Ėstemirova (in russo Наталья Хусаиновна Эстемирова?; Oblast' di Sverdlovsk, 28 febbraio 1958 – Inguscezia, 15 luglio 2009) è stata una giornalista e attivista russa, membro del board dell'organizzazione per i diritti umani Memorial.
Natal'ja Ėstemirova è stata rapita da ignoti il 15 luglio 2009 verso le 8:30 del mattino nei pressi della sua abitazione a Groznyj, in Cecenia, mentre lavorava a un caso "particolarmente sensibile" su presunte violazioni dei diritti umani avvenute in Cecenia.
Due testimoni riferiscono di aver visto la Ėstemirova mentre veniva costretta a salire a bordo di un veicolo, e di averla sentita urlare che la stavano sequestrando. Il suo cadavere è stato rinvenuto in un'area boschiva a circa 100 metri dalla strada di collegamento federale "Kavkaz" vicino al villaggio di Gazi-Jurt, in Inguscezia. Il cadavere riportava i segni di ferite da arma da fuoco alla testa e al torace.

## Biografia
Nata a Kamyšlov, nell'Oblast' di Sverdlovsk da genitori russi e ceceni, Natal'ja Ėstemirova si è laureata in storia all'Università di Groznyj. Ha lavorato come insegnante di storia in una scuola superiore locale fino al 1998. Nel 1991 ha collaborato in qualità di corrispondente per le testate locali Golos čečenskoj e Groznenskij rabočij. Nel corso della sua collaborazione con un canale televisivo di Grozny, ha realizzato tredici brevi documentari sulle vittime delle pratiche punitive russe. Vedova di un poliziotto ceceno, ha raccolto testimonianze sulle violazioni dei diritti umani sin dall'inizio della Seconda guerra cecena nel 1999, affidando nel frattempo la propria figlia ad alcuni parenti a Ekaterinburg. Dal 2000 è diventata rappresentante locale a Groznyj dell'associazione per la difesa dei diritti umani Memorial. Nel corso di molte visite in ospedali in Cecenia ed Inguscezia ha raccolto centinaia di fotografie che testimoniano la situazione dei bambini vittime del conflitto.
Ėstemirova contribuiva frequentemente al periodico indipendente di Mosca Novaja Gazeta e al portale caucasico di notizie Kavkazskij uzel (Кавказский узел). Durante la cerimonia tenutasi nel 2004 presso il Parlamento svedese, Natal'ja Ėstemirova è stata insignita del Right Livelihood Award. Nel 2005, assieme al presidente di Memorial Sergej Kovalëv, ha ricevuto la Medaglia Robert Schumann da parte del Gruppo del Partito Popolare Europeo. Nell'ottobre del 2007 le è stato consegnato il Premio Anna Politkovskaja da parte dell'organizzazione Reach All Women in War (RAW), un ente che supporta attiviste impegnate nella difesa dei diritti umani in contesti di conflitto. Ėstemirova aveva lavorato in passato a fianco della giornalista investigativa Anna Politkovskaja e dell'avvocato per i diritti umani Stanislav Markelov, entrambi assassinati rispettivamente nel 2006 e nel 2009.

### L'uccisione
Natal'ja Ėstemirova è stata rapita il 15 luglio dalla propria casa a Groznyj, in Cecenia. Secondo Tanja Lokšina dell'ufficio moscovita di Human Rights Watch, ignoti avrebbero sequestrato l'attivista nei pressi della sua abitazione verso le 8:30 del mattino. I suoi colleghi hanno lanciato l'allarme quando Ėstemirova non si è presentata a un incontro programmato e si sono recati presso l'abitazione dell'attivista, dove hanno trovato alcuni testimoni a cui hanno subito rivolto domande sulla sparizione della collega. Due testimoni riferiscono di aver visto la Ėstemirova mentre veniva costretta a salire a bordo di un veicolo, e di averla sentita urlare che la stavano sequestrando. Lokšina sostiene che Ėstemirova sia stata sequestrata perché si stava occupando di un caso "estremamente delicato" riguardante alcune violazioni dei diritti umani in Cecenia. Lokšina inoltre riferisce che Ėstemirova sarebbe stata presa di mira a causa del proprio impegno professionale. Human Rights Watch hanno fatto appello al Cremlino e a Ramzan Kadyrov affinché Ėstemirova venisse rilasciata.
Vladimir Markin, addetto stampa del comitato investigativo del Procuratore Generale della Federazione Russa, sostiene che il corpo esanime di una donna con ferite da arma alla testa e al torace è stato rinvenuto alle 4:30 del pomeriggio in un'area boschiva a circa 100 metri dalla strada di collegamento federale "Kavkaz" vicino al villaggio di Gazi-Jurt, in Inguscezia. Gli inquirenti hanno ritrovato oggetti personali appartenuti a Ėstemirova nella borsa della donna. Fra gli oggetti ritrovati c'erano un passaporto, un documento di identità dell'esperto ceceno presso il Difensore civico in Russia e il mandato del comitato di vigilanza pubblico penitenziario.

### Esequie
Ėstemirova è stata sepolta "secondo la tradizione islamica, un giovedì prima del tramonto, in un cimitero del suo villaggio di origine in Cecenia, Koškel'dy."
Circa 150 persone erano presenti alla veglia che si è tenuta in suo ricordo in Piazza Puškin a Mosca, nove giorni dopo l'assassinio come previsto dalla tradizione ortodossa. Poco dopo che venti dei partecipanti alla veglia avevano lasciato il raduno, la polizia è intervenuta arrestando Viktor Sotirko, organizzatore della veglia e membro di Memorial. Trattenuto per due ore, Sotirko è stato accusato di aver turbato la quiete pubblica. La polizia sostiene che solo trenta dei partecipanti alla veglia sono stati sanzionati, a fronte di una partecipazione molto più numerosa.

## Reazioni
Il giornalista inglese della BBC Rupert Wingfield-Hayes, corrispondente da Mosca, sostiene che Natal'ja Ėstemirova fosse coinvolta "in un lavoro molto importante ed estremamente pericoloso", un'inchiesta riguardante centinaia di casi di rapimento, tortura e uccisioni extra-giudiziarie perpetrate da parte delle forze governative russe e da paramilitari ceceni.
Il Presidente russo Dmitrij Medvedev ha espresso il proprio "sdegno" per l'assassinio e ha ordinato un'inchiesta ai massimi livelli per accertare la verità sul caso. Pronunciandosi in tedesco durante il suo funerale, ha espresso il proprio cordoglio per la morte dell'attivista e si è impegnato a promuovere un'investigazione approfondita sul caso della sua scomparsa. Medvedev ha affermato di ritenere che ci fosse una relazione evidente fra l'omicidio dell'attivista e il suo impegno professionale.
L'associazione per la difesa dei diritti umani Memorial afferma che le responsabilità dell'accaduto sarebbero da ricercare nella strategia del "terrore di stato", definendo l'assassinio di Natal'ja Ėstemirova "un'esecuzione extra-giudiziaria" da parte del governo. Il presidente di Memorial, Oleg Orlov ha sostenuto che Ramzan Kadyrov aveva minacciato Natal'ja e che il presidente Medvedev poteva dirsi soddisfatto che Kadyrov venisse imputato del crimine. Orlov ha dichiarato: "Lo so, sono certo di chi sia colpevole dell'assassinio di Natal'ja Ėstemirova, tutti noi ne siamo a conoscenza. Il suo nome è Ramzan Kadyrov." Secondo Orlov, poco prima che Ėstemirova venisse uccisa, Kadyrov le aveva apertamente rivolto delle minacce, dicendo: "Sì, le mie mani sono coperte di sangue fino ai gomiti. Non me ne vergogno. Ho ucciso in passato e continuerò ad uccidere persone malvagie". Kadyrov ha negato ogni suo coinvolgimento nella vicenda e si è impegnato personalmente a portare avanti le indagini. Da parte sua, ha condannato i colpevoli dell'omicidio dicendo che dovranno "essere puniti come i peggiori criminali". In seguito alle accuse formulate da parte di Orlov, Kadyrov ha dichiarato di voler querelare l'associazione attiva in difesa dei diritti umani, rivolgendo le proprie accuse direttamente contro Orlov. Nurdi Nuchažiev, il difensore civico ceceno ha definito le accuse formulate da Orlov "infondate e ridicole".
In un'intervista del 10 gennaio 2010 a Russia Today, Ramzan Kadyrov ha accusato Berezovskij dell'omicidio di Natal'ja Ėstemirova. Pur dichiarandosi fiducioso che le indagini sull'omicidio si sarebbero concluse con un risultato positivo, Kadyrov ha riconosciuto che fino a quel momento non erano stati registrati passi in avanti:
Medvedev ha risposto alle accuse affermando che considerato il momento dell'omicidio, avvenuto un giorno prima della sua visita in Germania per un colloquio con la cancelliera Angela Merkel, si era certamente trattato di una provocazione per generare "le più primitive teorie nei confronti dello stato ". La cancelliera tedesca ha espresso la propria "indignazione" verso l'accaduto e ha precisato durante l'incontro con Medvedev "che le circostanze del crimine dovranno essere chiarite ad ogni costo".
Il Segretario Generale delle Nazioni Unite Ban Ki-Moon si è detto "sconvolto e rattristato" dall'omicidio di Ėstemirova. La portavoce delle Nazioni Unite Marie Okabe ha dichiarato che "si richiede da parte delle autorità russe che vengano svolte indagini imparziali al fine di consegnare alla giustizia i responsabili di questo crimine ignobile, in modo da inviare un segnale forte a coloro i quali prendono di mira attivisti per i diritti umani". Il presidente del Gruppo del Partito Popolare Europeo al Parlamento europeo, Joseph Daul, ha condannato fermamente i responsabili dell'omicidio e ha chiesto indagini efficaci e processo per i responsabili.

## Indagini
Nel febbraio del 2010, una fonte anonima ha rivendicato che gli inquirenti fossero a conoscenza degli assassini di Natal'ja Ėstemirova ma che nonostante ciò i responsabili non fossero stati catturati e nemmeno i mandanti identificati.
La versione che emerge dalle indagini ufficiali indica che l'omicidio di Natal'ja Ėstemirova sarebbe opera del ribelle Alchazur Bašaev, membro di un gruppo terrorista ceceno nel villaggio di Šalaži. Il 15 gennaio 2010, nel corso di un'ispezione nell'abitazione di Alchazur Bašaev, gli inquirenti hanno trovato un magazzino di armi, fra le quali anche la pistola usata per l'omicidio di Ėstemirova e un documento di identità contraffatto con una fotografia di Bašaev. Il 7 febbraio 2010, è stata ritrovata una vettura identificata come il veicolo guidato da Bašaev. A bordo è stato ritrovato un silenziatore dello stesso tipo di quello rinvenuto sulla scena del crimine. I frammenti vegetali rinvenuti sulle sospensioni del veicolo sono simili alla vegetazione trovata sulla scena del crimine.
Secondo le indagini ufficiali, Bašaev stava cercando di diffamare Kadyrov e la leadership della Repubblica Cecena e molto probabilmente era preoccupato per le pubblicazioni di Ėstemirova nelle quali l'attivista sosteneva che Bašaev reclutava combattenti per i gruppi ribelli senza che le autorità opponessero alcuna resistenza. Nelle stesse pubblicazioni, Ėstemirova suggeriva che Bašaev agiva molto probabilmente come agente di Kadyrov.
Secondo informazioni ufficiali, il 13 novembre 2009 Bašaev sarebbe stato ucciso da un bombardamento nel corso di un'operazione speciale guidata da Adam Delimchanov.
Alcuni giornalisti di Novaja Gazeta assieme all'associazione Memorial e alla Federazione internazionale dei diritti umani stanno portando avanti le proprie indagini indipendenti sul caso, mantenendo monitorato lo svolgimento delle indagini ufficiali.
I giornalisti della Novaja Gazeta e gli attivisti per i diritti umani rifiutano le conclusioni delle indagini e sospettano che sia stato messo in atto un insabbiamento del caso:
- Le analisi del DNA sui materiali ritrovati sulla scena del crimine non corrispondono ad Alchazur Bašaev o a suoi parenti.
- I rapporti fra Bašaev e Kadyrov sono di natura molto dubbia.
- L'uccisione di Bašaev non è stata accertata. È possibile che sia vivo e che la notizia della sua morte sia una montatura.
- È possibile che la pistola sia stata collocata nell'abitazione di Bašaev solo in seguito alla morte di quest'ultimo.